# Система футбольных лиг Уругвая
Система футбольных лиг Уругвая организована Ассоциацией Футбола Уругвая и состоит из двух профессиональных с 1932 года дивизионов: Первого и Второго профессионального), а также Второго любительского (де-факто — полупрофессионального) дивизионов. Соревнования любительских клубов в регионах и департаментах Уругвая проводятся отдельно под эгидой Организации футбола Интериора.

## Система
Число клубов на сезон 2011/2012
| Уровень | Лига                              | Лига                              | Лига                              | Лига                              | Лига                              | Лига                              | Лига                              | Лига                              | Лига                              |
| ------- | --------------------------------- | --------------------------------- | --------------------------------- | --------------------------------- | --------------------------------- | --------------------------------- | --------------------------------- | --------------------------------- | --------------------------------- |
| 1       | Примера 16 клубов                 | Примера 16 клубов                 | Примера 16 клубов                 | Примера 16 клубов                 | Примера 16 клубов                 | Примера 16 клубов                 | Примера 16 клубов                 | Примера 16 клубов                 | Примера 16 клубов                 |
| 2       | Второй профессиональный 13 клубов | Второй профессиональный 13 клубов | Второй профессиональный 13 клубов | Второй профессиональный 13 клубов | Второй профессиональный 13 клубов | Второй профессиональный 13 клубов | Второй профессиональный 13 клубов | Второй профессиональный 13 клубов | Второй профессиональный 13 клубов |
| 3       | Второй любительский 14 клубов     | Второй любительский 14 клубов     | Второй любительский 14 клубов     | Второй любительский 14 клубов     | Второй любительский 14 клубов     | Второй любительский 14 клубов     | Второй любительский 14 клубов     | Второй любительский 14 клубов     | Второй любительский 14 клубов     |

### История изменений
| годы      | Уровни в структуре лиг чемпионата Уругвая | Уровни в структуре лиг чемпионата Уругвая | Уровни в структуре лиг чемпионата Уругвая | Уровни в структуре лиг чемпионата Уругвая |
| --------- | ----------------------------------------- | ----------------------------------------- | ----------------------------------------- | ----------------------------------------- |
| годы      | 1                                         | 2                                         | 3                                         | 4                                         |
| 1900—1902 | Примера                                   |                                           |                                           |                                           |
| 1903—1912 | Примера                                   | Сегунда                                   |                                           |                                           |
| 1913—1914 | Примера                                   | Сегунда                                   | Экстра                                    |                                           |
| 1915—1941 | Примера                                   | Интермедиа                                | Экстра                                    |                                           |
| 1942—1971 | Примера                                   | Сегунда                                   | Интермедиа                                | Экстра                                    |
| 1972—1978 | Примера                                   | Сегунда                                   | Первый любительский                       | Примера D                                 |
| 1972—н.в. | Примера                                   | Сегунда                                   | Первый любительский                       | Регионы                                   |

Уровень 2
- Дивизион Интермедиа (1915—1941)
  - Примера B (с 1942) --> Второй профессиональный дивизион

Уровень 3
- Экстра дивизион (1913—1971)
- Дивизион Интермедиа (1942—1971)
  - Обе эти параллельных лиги в 1972 году были объединены в Примеру С (сейчас — Второй любительский дивизион)

Уровень 4 (упразднён)
- Примера D (1972—1978)

## Бывшие другие турниры
- Копа Компетенсиа (1900—1923)
- Копа чести (1905—1920)
- Торнео Компетенсиа (1934—1967 и 1985—1990)
- Торнео де Онор (1935—1967)
- Торнео Квадрангулар (1952—1968)
- Чемпионат генерала Артигаса (1960—1962)
- Торнео де Копа (1969)
- Лига Майор (1975—1978)